# Fay King

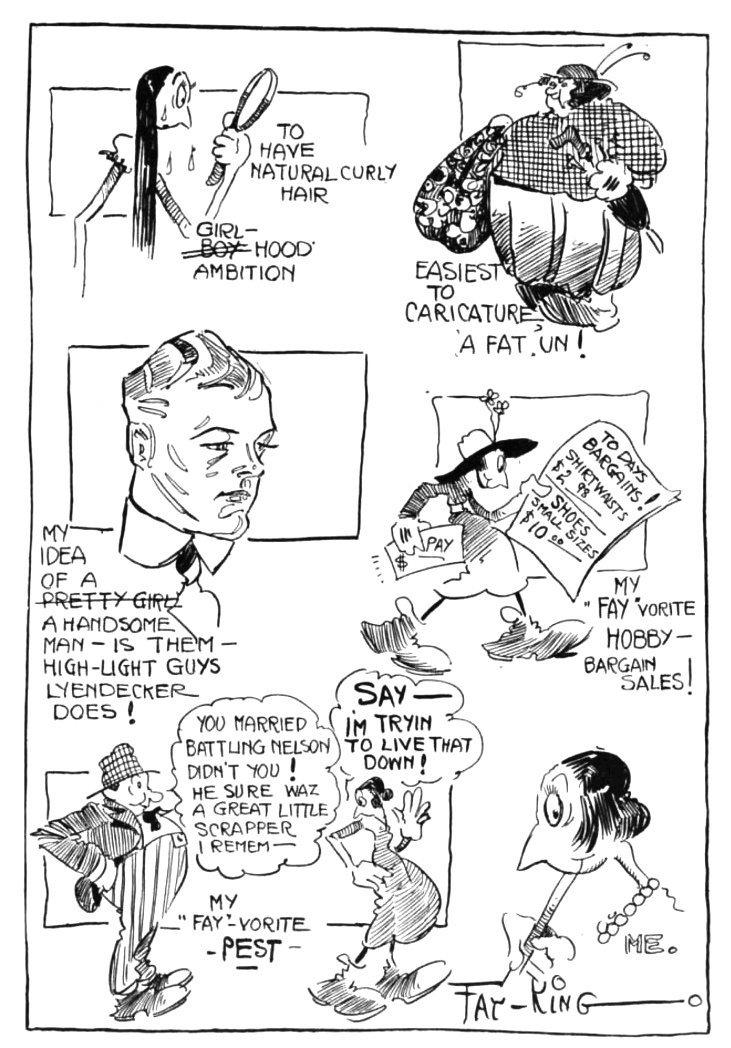
1918 autobio cinta ("el confesionario del dibujante", en Revista de Historietas). Segundo-a-última historieta refiere a su matrimonio con boxeador Oscar que "Batalla" Nelson.

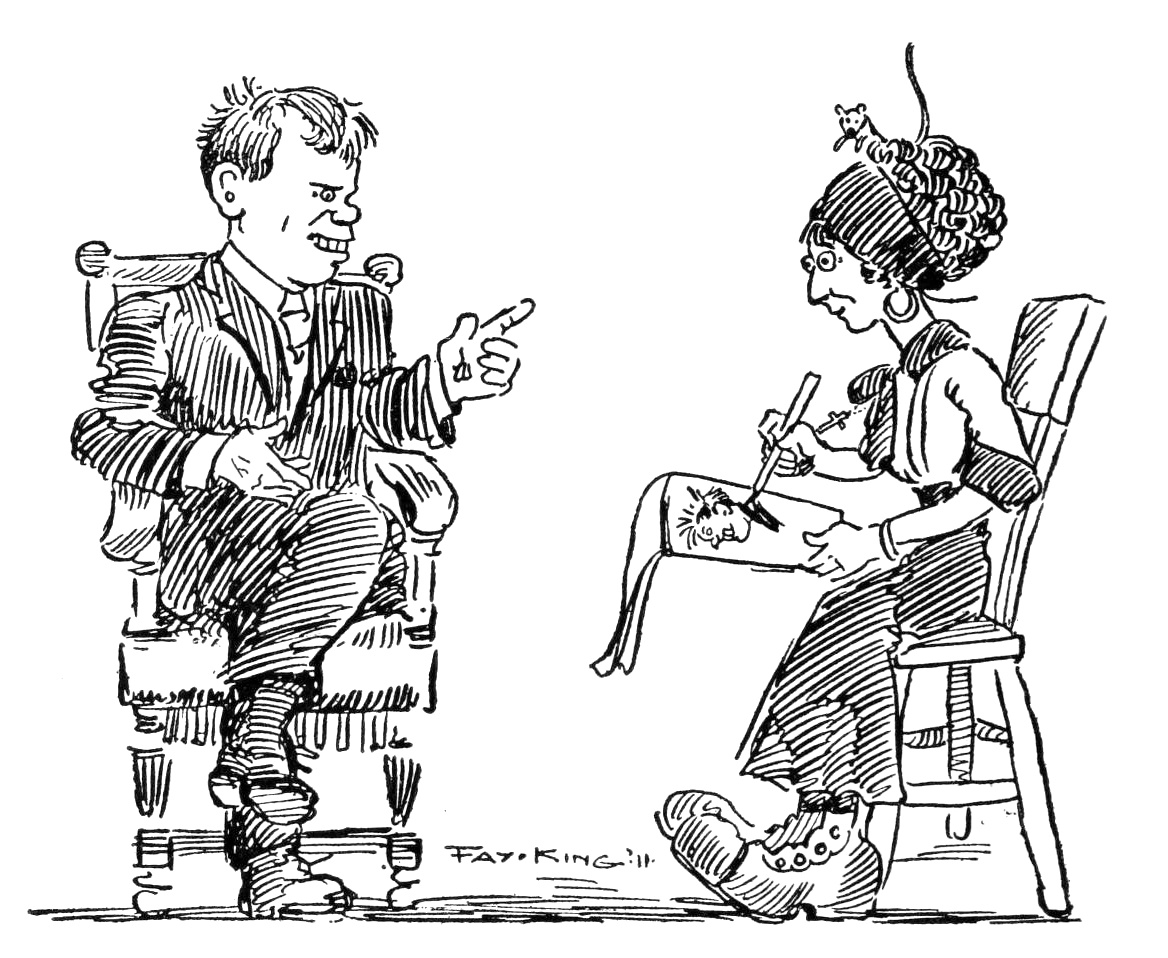
1911 self-historieta de su marido futuro (Oscar que "Batalla" Nelson) y ella.

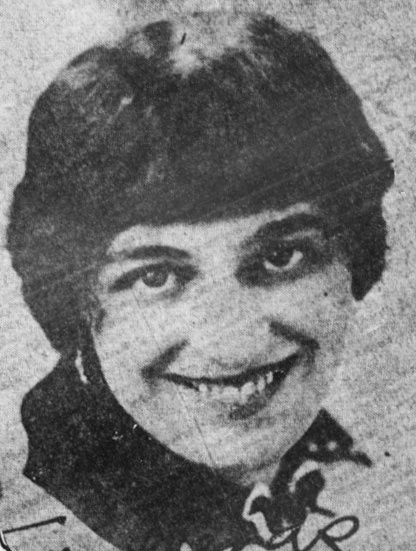
Fay Rey en 1913.

Fay Barbara King (marzo de 1889-después de 1954) fue una ilustradora, periodista y dibujante estadounidense. Algunos de su trabajos representan un ejemplo temprano de cómics autobiográficos. Trabajó para diarios y revistas al menos de 1912 a 1937, transladandose a la Ciudad de Nueva York en 1918. Era una  de los dibujantes de Jazz Age más populares que aparecen en la comedia 1924 The Great White Way.

## Biografía
King se crio en Portland, Oregón, y estudió  en la Universidad de Seattle. El padre de King  fue un empleado en un baño turco, entrenador de atletas, y  parece para tener tenido una afinidad profunda con el deporte. King se casó con boxeador con Oscar  "Battling" Nelson en 1913, en Hegewisch, un barrio de Chicago. En 1916 se divorció y fue ampliamente cubierto por la prensa. En 1954 la Asociación de Boxeo Veterana pagó parte del coste del funeral de Nelson, King pagó el resto, además de adquirir "arreglos bonitos" para la ceremonia.
De joven fue aventurera, una de las primeras mujeres en Portland en poseer un automóvil, y en 1912 había anunciado planea para ascender en globo con paracaidista Georgia "Tiny" Broadwick, antes de que sus padres rehusaran dejarla según un artículo en The Oregonian. King trabajó para The Denver Post desde abril de 1912 hasta 1918, dejando para El Examinador de San Francisco. Luego se convirtió en escritora de historietas y dibujante para la Revista de New York Evening Journal.
En 1924,  apareció en la comedia The Great White Way (junto a otros dibujantes, como Winsor McCay y George McManus).

## Trabajos
Las historietas de King son recordadas como un ejemplo temprano de cómics autobiográficos dentro del género de diario de cómics.
Con frecuencia se representaba a sí misma en sus cómics, usando una caricatura larguirucha y desgarbada que se parecía mucho al personaje de Oliva Olivo, quien más tarde sería creado por E. C. Segar para su tira Thimble Theatre.
Además de sus reportajes autobiográficos, se sabe que creó dos tiras, ambas publicadas en el New-York Mirror: "Mazie", que apareció brevemente en 1924 y "Girls Will Be Girls", que se publicó entre 1924 y 1925.